# Mackenzie Aladjem
Mackenzie Aladjem (11. september 2001) er en amerikansk skuespiller og sanger, kendt fra sine roller som Fiona Peyton i serien Nurse Jackie og Miranda Montgomery i sæbeoperaen All My Children.